# Bahamy na Letnich Igrzyskach Olimpijskich 1984
Bahamy na Letnich Igrzyskach Olimpijskich 1984 reprezentowało 22 zawodników, 17 mężczyzn i 5 kobiet.

## Skład kadry

### Boks
Mężczyźni
- Andrew Seymour

waga musza – 17. miejsce
- Steve Larrimore

waga lekkopółśrednia – 9. miejsce
- Philip Pinder

waga półciężka – 17. miejsce

### Lekkoatletyka
Mężczyźni
- Dudley Parker

bieg na 100 m – odpadł w 1 rundzie eliminacyjnej
bieg na 200 m – odpadł w 1 rundzie eliminacyjnej
- Audrick Lightbourne

bieg na 100 m – odpadł w 1 rundzie eliminacyjnej
- Allan Ingraham

bieg na 400 m – odpadł w 1 rundzie eliminacyjnej
- Greg Rolle

bieg na 400 m przez płotki – odpadł w 1 rundzie eliminacyjnej
- Steve Wray

skok wzwyż – wszystkie próby spalone
- Joey Wells

skok w dal – 6. miejsce
- Lyndon Sands

skok w dal – 19. miejsce
- Steve Hanna

skok w dal – 21. miejsce
trójskok – 14. miejsce
- Bradley Cooper

rzut dyskiem – 16. miejsce
Kobiety
- Pauline Davis-Thompson

bieg na 100 m – odpadła w pierwszej rundzie eliminacyjnej
bieg na 200 m – odpadła w pierwszej rundzie eliminacyjnej
- Eldece Clarke-Lewis

bieg na 100 m – odpadła w pierwszej rundzie eliminacyjnej
- Pauline Davis-Thompson, Eldece Clarke-Lewis, Debbie Greene, Oralee Fowler

sztafeta 4 x 100 m – 6. miejsce
- Shonel Ferguson

skok w dal – 8. miejsce

### Pływanie
Mężczyźni
- Sean Nottage

100 m stylem dowolnym – 37. miejsce
200 m stylem dowolnym – 40. miejsce
100 m stylem motylkowym – 39. miejsce
- Dave Morley

100 m stylem grzbietowym – 31. miejsce
200 m stylem grzbietowym – 31. miejsce
200 m stylem zmiennym – 31. miejsce

### Żeglarstwo
Mężczyźni
- Montague Higgs i Steven Kelly

klasa open star – 10. miejsce
- Thomas Nisbet

windsurfer – 38. miejsce